# 第二次世界大战中的拉丁美洲
第二次世界大战中的拉丁美洲指的是拉丁美洲各国于二战中的历史。二战的爆发对拉丁美洲各国的政治与经济的历史发展起到很大的推动作用，战争使拉丁美洲的大部分国家和地区的军事和政治局势急剧变化。

墨西哥宣传海报：“我们为捍卫自由和一个更美好的世界而战”，印着的墨西哥总统肖像从左到右依次是米格爾·伊達爾戈·伊·科斯蒂利亞、貝尼托·胡亞雷斯、弗朗西斯科·馬德羅和曼努埃爾·阿維拉·卡馬喬

大战爆发给拉丁美洲各国带来经济上的恐慌，因拉丁美洲经济都依赖于来自欧洲的投资资本，战争爆发后，欧洲投资者于拉美的投资被暂停或被收回。
二战初期，拉丁美洲各国试图维持中立，但同盟国和轴心国都试图影响拉美各国的中立性：双方通过宣传试图使中立国加入己方阵营，而德国则希望拉丁美洲保持中立。为了更好地保护巴拿马运河，打击轴心国的影响与刺激战争物资生产，美国通过租借与类似的援助计划大大扩展了其在拉丁美洲的影响力和利益，导致拉丁美洲各领域大规模的现代化，并对拉丁美洲国家的经济发展产生了重大推动作用。
战略上，巴拿马是对同盟国最重要的拉美国家，因为巴拿马运河控制了连接大西洋和太平洋的要道，无论对贸易还是军事而言都至关重要。巴西也非常重要，因为它是美洲离非洲最近的地方，而当时同盟国又在北非与德国和意大利作战。而对轴心国来说，拉丁美洲国家阿根廷和智利是受德国影响力影响较大的国家，且支持或同情德国；而德国通过干涉内政、间谍活动与宣传来充分地利用这些支持。
巴西是拉丁美洲各国之中唯一向欧洲战场派兵的国家，在为盟军前线部队提供补给和为盟军提供空军基地方面发挥作用，其也在大西洋反潜战中发挥重要作用。其他几个拉美国家也在加勒比海或南大西洋与德国的U型潜艇或巡洋舰爆发小规模冲突。墨西哥向太平洋地区派出了一支由三百志愿者组成的战斗机中队，是为阿兹特克雄鹰。巴西积极干涉欧洲战事源自卡萨布兰卡会议结束后，美国总统富兰克林·D·罗斯福在从摩洛哥回国的路上，在北里奥格兰德州的纳塔尔与巴西总统热图利奥·瓦加斯与会。此次会议被称为波坦吉河会议，导致巴西远征军的成立。

## 背景
1940年，在纳尔逊·洛克菲勒向富兰克林·罗斯福总统讲述了德国对拉丁美洲影响力增大之影响的担忧后，他被任命为美洲事务协调办公室的美洲事务协调员。其负责监督美国与拉丁美洲国家的合作计划，以帮助其提高生活与经济水平，促使双方关系发展，并对抗德国扩大的影响力。他还与CBS广播的拉丁美洲关系主任埃德蒙·切斯特合作，进一步促进了这种文化为导向的外交。
反法西斯宣传是美国在拉丁美洲宣传计划主要项目之一，其由洛克菲勒的办公室所负责，并在电台广播和电影宣传上花费了数百万美元，希望能接触大量受众，但其后在墨西哥受阻。在墨西哥，对情况一清二楚的当地人抵制美国对其进一步的影响。虽说如此，但墨西哥在二战之中依旧为美国与同盟国一个宝贵的盟友，而它们之间也达成了一项协议。居住在美国的二十五万墨西哥人加入美军；超过一千墨西哥人在战争中丧生。 除了宣传工作，美国还拨出大笔资金用于经济支持和发展。总的来说，罗斯福政策在政治上是成功的—阿根廷除外，其较亲德国，直到战争结束都拒绝跟随华盛顿的政策。

## 经济影响
根据托马斯·伦纳德（Thomas M. Leonard）的说法，第二次世界大战对拉美经济造成重大影响。1941年12月7日日本偷袭珍珠港后，大多数拉丁美洲国家要么与轴心国断绝外交关系，要么向轴心国宣战。结果，许多美洲国家（如整个中美洲的国家及墨西哥、智利、秘鲁、阿根廷和委内瑞拉）他们在贸易上依赖美国。美国在战争中对原料和特定商品的需求进一步扭曲贸易关系。例如，美国进口哥伦比亚铂金，智利的铜，以及秘鲁的棉花。双方商定了既定的价格，且往往都有很高的溢价，使各国失去了在市场上讨价还价和交易的能力，因而更依赖于美国。
战争爆发后，消费品的短缺成为一个问题。美国战争工业的需求和稀缺性导致许多商品在拉丁美洲无法买到，因此消费品价格上涨。汽油和其他石油产品价格上涨昂贵，且变得难以获得。城市之中的食品短缺也是一个问题。最终，所有这些因素都促成通货膨胀。
石油资源丰富的墨西哥和委内瑞拉从石油价格的上涨中获益。墨西哥在1938年与美国和欧洲的石油公司达成了石油工业国有化的协议，从而能够利用其拥有石油资源之有利条件。墨西哥总统曼努埃尔·阿维拉·卡马乔利用石油条件，从总体上改善了墨西哥与美国的谈判地位。

### 美国贷款和租借法案
根据租借法案，拉丁美洲收到了约四亿美元的战争物资，以换取拉美国家的军事基地和协助西半球防御合作。
在所有拉美国家中，巴西从租借法案援助中受益最多，主要是因为它位于南美洲东北角，让盟军之船只可以在拉丁美洲和西非海岸活动，并可为向在北非作战的盟军转移美国制造的战争物资提供一个新路线，但也因为它被视为德国可能的入侵之地，必须加以保卫。其与美国签署了新的和有利的贸易条约，提供贷款和军事援助。巴西获得了在拉丁美洲分发的租借法案援助的资金四分之三。厄瓜多尔也从中得到了一些，主要用于在加拉帕戈斯群岛建造一个空军基地。哥伦比亚和多米尼加共和国也得到了租借法案的资金，以实现其军队的现代化，从而可以协助保卫巴拿马运河和加勒比海贸易航线。
相比之下，阿根廷和智利得到的军事援助非常少，因为在战争的大部分时间里，它们都没有服从美国政策与轴心国断绝关系。秘鲁得到了一些援助，但到了1943年，南美洲的西海岸失去战略意义，因为它离战争的主战场太远，其后美国停止向秘鲁提供租借法案援助武器。与此同时，中美洲国家也遭遇了类似的情况。1943年，美国为防卫目的而修建的泛美公路不再是优先事项，因此公路建设工作以及军事援助都被终止。
根据伦纳德的说法，租借法案改变了拉丁美洲的权力平衡，“重新点燃了二十世纪初的竞争”。例如，智利政府对其缺乏军事援助非常担心—这不是因为害怕自轴心国的攻击，而是因为它担心玻利维亚和秘鲁可能试图利用其新获得的武器来夺回六十年前硝石战争期间割让给智利的领土。厄瓜多尔也如此：1941年的厄瓜多尔-秘鲁战争结束后，厄瓜多尔战败。最后，阿根廷受到其老对手巴西的威胁—这两个国家在独立后都有过几次战争，所有战争都是巴西获胜，主要是因为巴西获得了美国的现代武器装备援助。伦纳德说，阿根廷独裁者胡安·庇隆上台的部分原因是他声称将“改变这种军事上不利的局面”。

## 外交关系

### 轴心国的外交活动

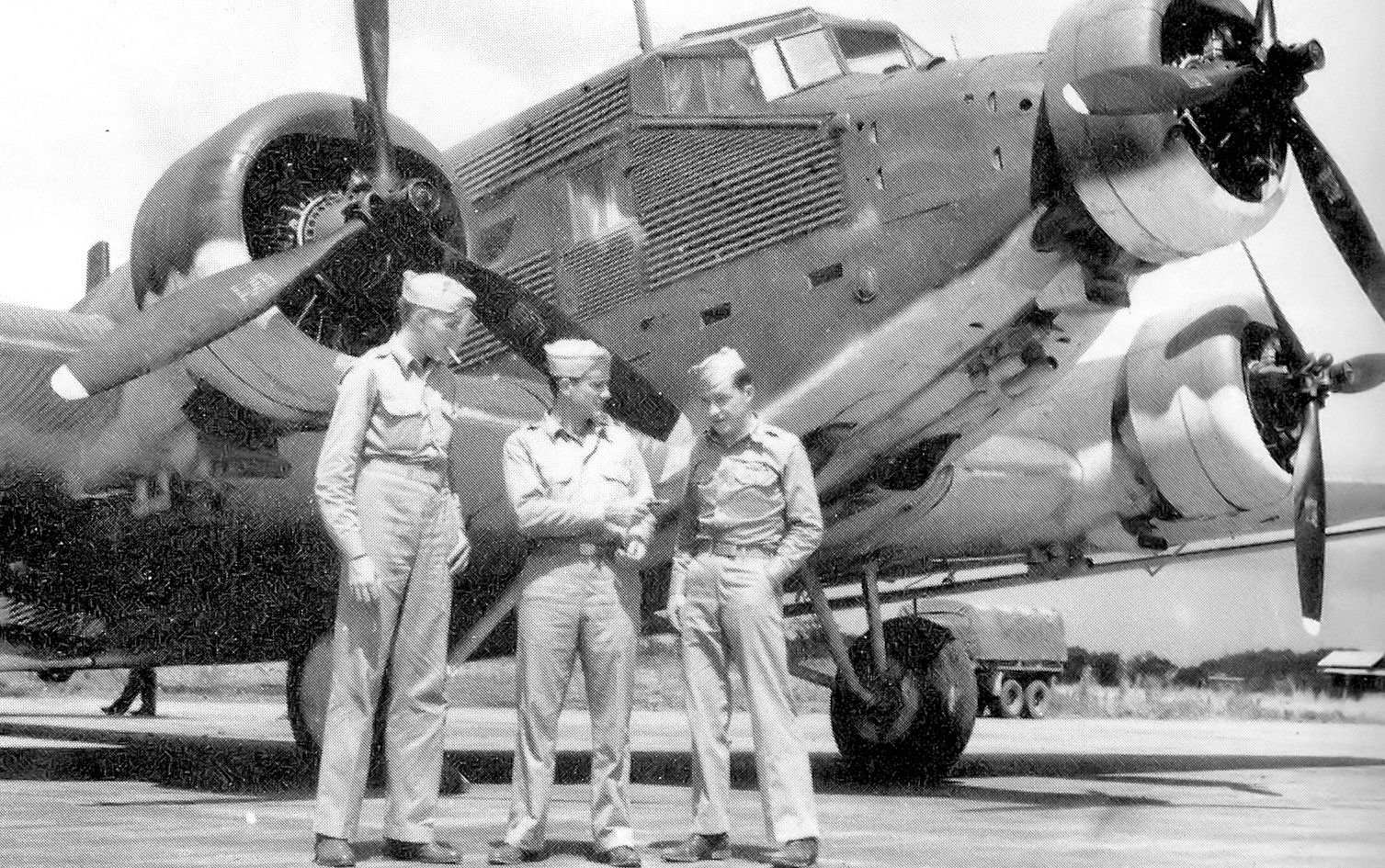
德国一架Ju 52运输机被秘鲁没收并作为战利品移交给美国陆军航空队，此照片摄于霍华德机场

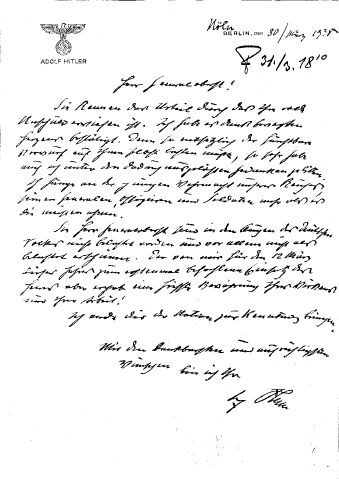
纳粹德国元首阿道夫·希特勒写给洪都拉斯时任第38任总统、独裁者蒂布尔西奥·卡里亚斯·安迪诺的信

二战初期，法西斯主义被一些拉丁美洲国家的领导人视为一种颇受吸引的选择，他们对德国的阿道夫·希特勒、意大利的贝尼托·墨索里尼、日本的昭和天皇、西班牙的弗朗西斯科·佛朗哥（尽管西班牙在战争期间保持中立）和轴心国小国的独裁者印象深刻。例如，多米尼加共和国的拉斐尔·特鲁希略因希特勒式风格和他的集会而钦佩他。危地马拉、洪都拉斯和萨尔瓦多的独裁者豪尔赫·乌维科、蒂武西奥·卡里亚斯·安迪诺和马克西米利亚诺·埃尔南德斯·马丁内斯等人也持类似观点。但在美国压力下，马克西米利亚诺·埃尔南德斯·马丁内斯最终同意与日本及满洲国断交。并于1941年12月8日对日宣战。巴西的整合主义者也身着长靴和绿色军装，并公开崇拜墨索里尼。
在战前几年，德国人还利用两国贸易协定，确保与各拉美国家的经济关系，以借此扩大经济影响力。巴西、墨西哥、危地马拉、哥斯达黎加和多米尼加共和国都与纳粹德国签订了贸易协定。例如，在希特勒上台的1933年和战争爆发前的1938年之间，巴西与德国的贸易量翻了一番。1938年，南美对德国进口的贡献从7.7%增加到了12.8%。
随着1939年9月战争爆发，在皇家海军的封锁下，拉丁美洲与轴心国之间的贸易几乎完全切断；不同程度地伤害了拉丁美洲的经济。最后，美国是唯一能够取代轴心国成为贸易伙伴的国家。几乎所有的拉美国家都不得不对轴心国的间谍活动作出反应。墨西哥，以及抵制程度较低的巴西，并转向和美国合作。另一方面，智利和阿根廷在二战中大部分时间里允许轴心国间谍在他们国家活动，这也是这两个国家和美国之间冲突原因。德国和西班牙的间谍活动的实际威胁大得多。在战争的大部分时间里，德国在该地区针对政策上重要的国家，如阿根廷、智利、巴拉圭、巴西、古巴、墨西哥和其他国家所运作间谍网，并通过驻这些国家的名誉领事等外交代表广泛开展間諜活動和其他活動支持第三帝國。在其被称为“玻利瓦尔行动”的行动中主要是通过秘密的无线电通讯从阿根廷的基地到德国的柏林，但它也利用西班牙商船将纸质情报从拉美运回欧洲。后者之所以能够实现，是因为西班牙在战争期间与德国情报机构合作。尽管阿根廷和智利最终在1944年初“镇压”了在他们国家活动的轴心国间谍，但一些“玻利瓦尔行动”的间谍活动一直持续到1945年5月，那时欧战已结束。

除了德国在拉丁美洲的间谍活动和破坏活动外，美国还关注纳粹的宣传活动。例如，德国在危地马拉城的大使馆是纳粹宣传在中美洲的分发中心。在1939年战争开始之前，宣传的重点是德国工业品的优越性，并声称德国是科研的中心，因为它有“世界上最先进的教育系统”。1939年9月至1943年底，宣传的重点是德国的军事胜利及其军事装备的优越。

### 轴心国移民和各国的对应措施
许多拉美国家还不得不应对来自轴心国的大量移民。例如，哥伦比亚在1941年有大约4000名德国移民。哥伦比亚的许多德国人作为SCADTA的雇员参与了航空运输工作，因此美国担心他们可能从事间谍活动，甚至有阴谋将民用飞机改装成轰炸机，用于攻击巴拿马运河。因此，美国政府向哥伦比亚施压，要求对这些移民进行监控和拦截，或者在某些特殊情况下，将他们驱逐到美国。同样的情况也发生在其他拉美国家。在秘鲁国内，反日暴动频发，日侨的住家、企业不断遭到攻击，有10名日裔公民在暴动中被殴毙、数十人受伤。1942年1月，因珍珠港事件，秘鲁与日本断交。美国政府认为秘鲁的日侨对于同盟国是一个极大的威胁，在美国的压力下，秘鲁政府将1,700名日裔秘鲁人被送往美国强制收容。巴拉圭政府也于1942年1月28日与日本断交。但并没有像秘鲁一样对日裔公民强制收容，而是派遣军队接管日裔巴拉圭人的移民村，限制日裔公民旅行并对其资产加以管制。1945年2月7日，巴拉圭对日本宣战。在玻利维亚，日本移民与玻利维亚社会的融合程度较高，由于两者的良好关系，在玻利维亚于二战中宣布与日本断交之后，玻利维亚国内并未引起排日运动，只有极少数日裔被送往美国强制收容。

### 苏联与拉美国家关系
1941年6月德国入侵苏联，此举激起了拉丁美洲许多国家对苏联的支持和援助：人们自愿组织或与工会向苏联提供援助。如，古巴向红军提供了4万支雪茄，并在1942年10月成为拉丁美洲和加勒比国家之中第一个承认苏联的国家。
二战的爆发的结果是随之而来的为外交解冻：到1945年，包括哥伦比亚、智利、阿根廷和中美洲各共和国在内的11个拉美国家恢复与苏联的正常关系。
欧战结束后，墨西哥总统曼努埃尔·阿维拉·卡马乔说："Al enterarme del retroceso definitivo del Ejército alemán recuerdo junto with mi país los esfuerzos admirables del heroico pueblo soviético durante los años de la lucha contra las tropas fascistas"。（听到德军最后战败的消息后，我和我的国家一起回忆起伟大的英雄苏联人民在与法西斯斗争的岁月里所作出的令人敬佩的斗争。)。

### 萨尔瓦多庇护犹太人
当犹太人试图逃离轴心国对犹太人的屠杀之时，萨尔瓦多驻瑞士日内瓦总领事何塞·卡斯特利亚诺斯·孔特雷拉斯上校通过向他们提供萨尔瓦多护照借此拯救了4万名犹太人免遭厄运；这些护照作为政治庇护的形式使用。然而萨尔瓦多在二战中为保护犹太人免遭厄运之中默默奉献，然而这种行动却缺乏承认。

### 区域影响

#### 墨西哥

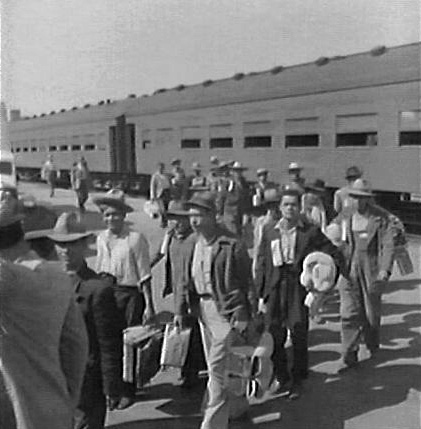
首批“布雷塞洛人”抵达洛杉矶，1942年

墨西哥为应对德国对墨西哥商船的攻击而参战。Potrero del Llano号，本为一艘意大利油轮，1941年4月在港口被墨西哥政府扣押，并以韦拉克鲁斯州的一个地区重新命名。1942年5月13日，它被德国U-564潜艇袭击，船体受损严重。1942年5月20日，第二艘油轮Faja de Oro号，也是一艘被扣押的意大利船只，被德国潜艇U-160袭击并击沉，三十七名船员中有十人死亡。
墨西哥对战争的很大一部分贡献源自于1942年1月的一项协议，该协议允许居住在美国的墨西哥国民加入美军。在战争的最后一年，墨西哥派出了一个打着墨西哥国旗的空军中队：墨西哥空军第201战斗机中队，该中队在菲律宾与日军作战。除了这些，数以万计的墨西哥人在战争年代通过布拉塞罗计划被雇用为美国的农场工人，该计划在战后的几十年里继续发展并扩大。
二战刺激引起了一个被称为“墨西哥奇迹”的墨西哥快速工业化的时代。墨西哥向美国提供的战略原材料远超其他国家而美国的援助也刺激了工业的发展。阿维拉总统因此得以能够利用增加的税收改善国家的信用，投资于基础设施，补贴粮食，并提高工人薪资。

#### 加勒比各国

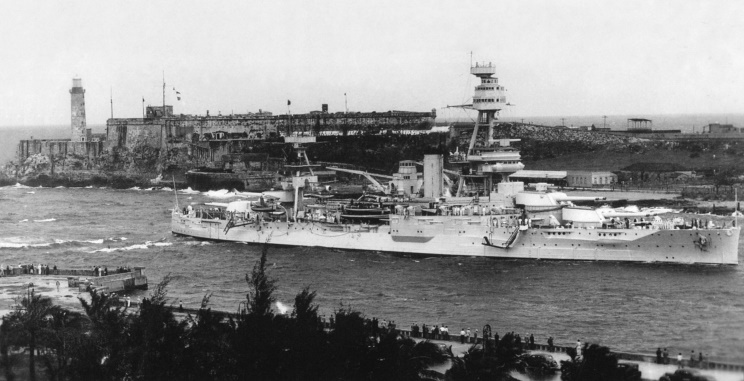
1940年2月，德克薩斯號戰艦 (BB-35)驶入哈瓦那港，在其背后的是莫羅城堡

二战爆发时，费德里科·拉雷多·布魯为古巴总统，但实权却掌握在作为军队参谋长的富爾亨西奧·巴蒂斯塔手中。1940年时古巴总统布鲁拒绝九百名乘坐圣路易斯号抵达哈瓦那的犹太难民入境。在美国和加拿大同样拒绝接受这些难民后，他们被迫返回欧洲，许多人最终在纳粹对犹太人的大屠杀中遇害。后来巴蒂斯塔在1940年的选举中被选为总统。随着美国对轴心国的战争日益临近，他与美国合作。古巴于1941年12月8日对日本宣战，并于12月11日对德国和意大利宣战。
古巴也是加勒比海战役的重要参与者，其海军以技术和效率赢得了声誉。古巴海军护送数百艘盟军船只通过敌对水域，在护航和巡逻任务中飞行了数千小时，并从海上救起两百多名因受德国U型潜艇袭击而沉没船只的受害者。六艘古巴商船被U型潜艇击沉，约八十名水手遇难。1943年5月15日，古巴潜艇追击队的一个中队在布兰基扎尔岛附近击沉了德国潜艇U-176。 古巴通过租借计划获得了数百万美元的美国军事援助，其中包括空军基地、飞机、武器和训练。 美国在关塔那摩湾的海军基地也是美国本土与巴拿马运河或加勒比海其他地点之间的护航舰队的基地。在日本袭击珍珠港和纳粹德国对美国宣战后，多米尼加共和国向德国和日本宣战，尽管它没有直接派遣军队、飞机或船只，但依旧有一百一十二名多米尼加人加入了美国军队并参战。1942年5月3日，德国潜艇U-125在牙买加以西五十英里处用一枚鱼雷和甲板炮的三十二发炮弹击沉了多米尼加的圣拉斐尔号，一人遇难，三十七人幸存。1942年5月21日，德国U-156号潜艇在马提尼克岛法兰西堡附近击沉了多米尼加的特鲁希略总统号，二十四人遇难，十五人幸存。但在战争期间，关于亲纳粹的多米尼加人向德国U型潜艇提供食物、水和燃料的传言比比皆是。

## 圖集

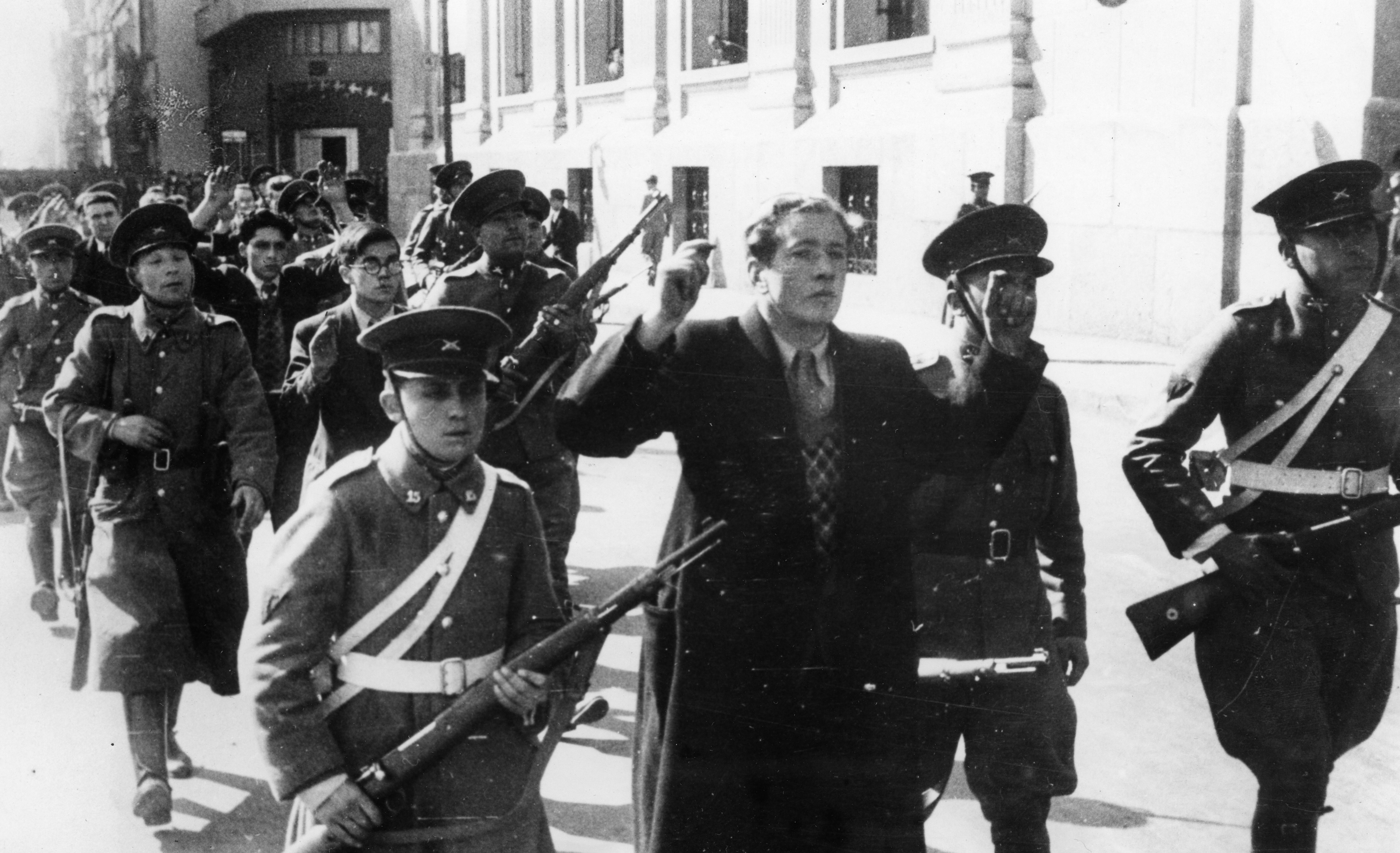
在智利国家社会主义运动（英语：National Socialist Movement of Chile）政变失败后，智利政府发动塞古罗奥布雷罗大屠杀（英语：Seguro Obrero massacre）。这是期间国家警察护送智利国家社会主义运动党员的照片。1938年9月5日，在圣地亚哥经过四小时的战斗后，智利当局围捕并处决了近60名投降的叛军。约有20人在战斗中被杀
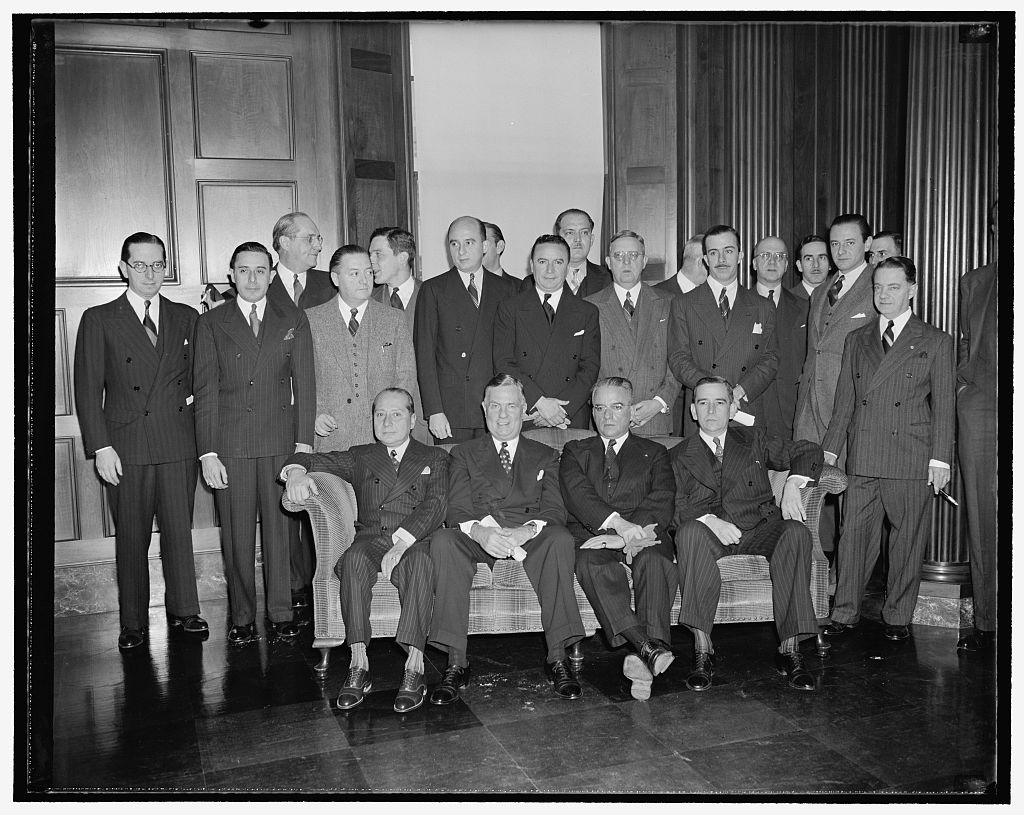
1939年11月1日，拉丁美洲各国政府和美国零售商的代表在华盛顿特区与会，讨论有关增加西半球贸易的办法
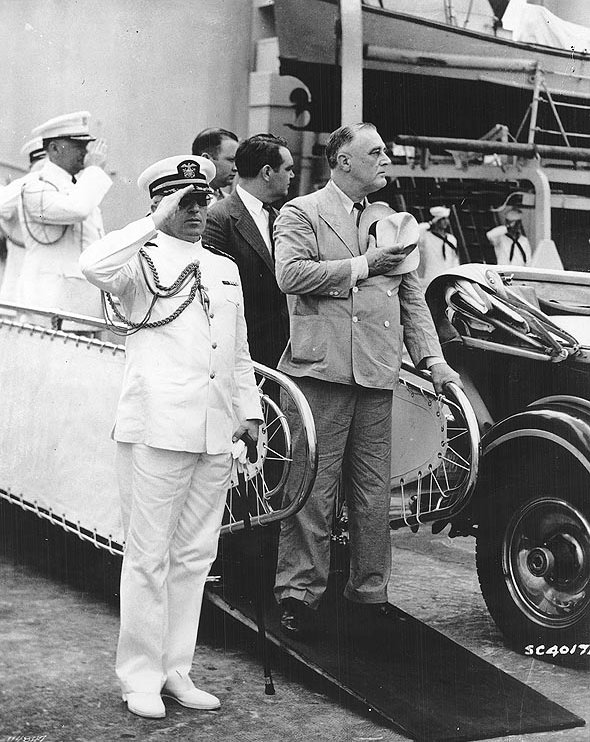
1940年2月18日，罗斯福总统与美国海军少将丹尼爾·卡拉漢从塔斯卡盧薩号 (CA-37)（英语：USS Tuscaloosa (CA-37)）在巴拿马运河的加通船閘（英语：Panama Canal locks）下舰
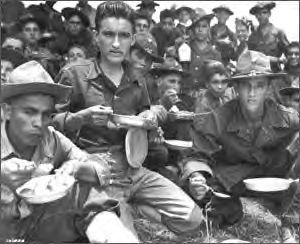
1941年8月，美国第65步兵团（英语：65th Infantry Regiment）的士兵们在波多黎各萨里纳斯
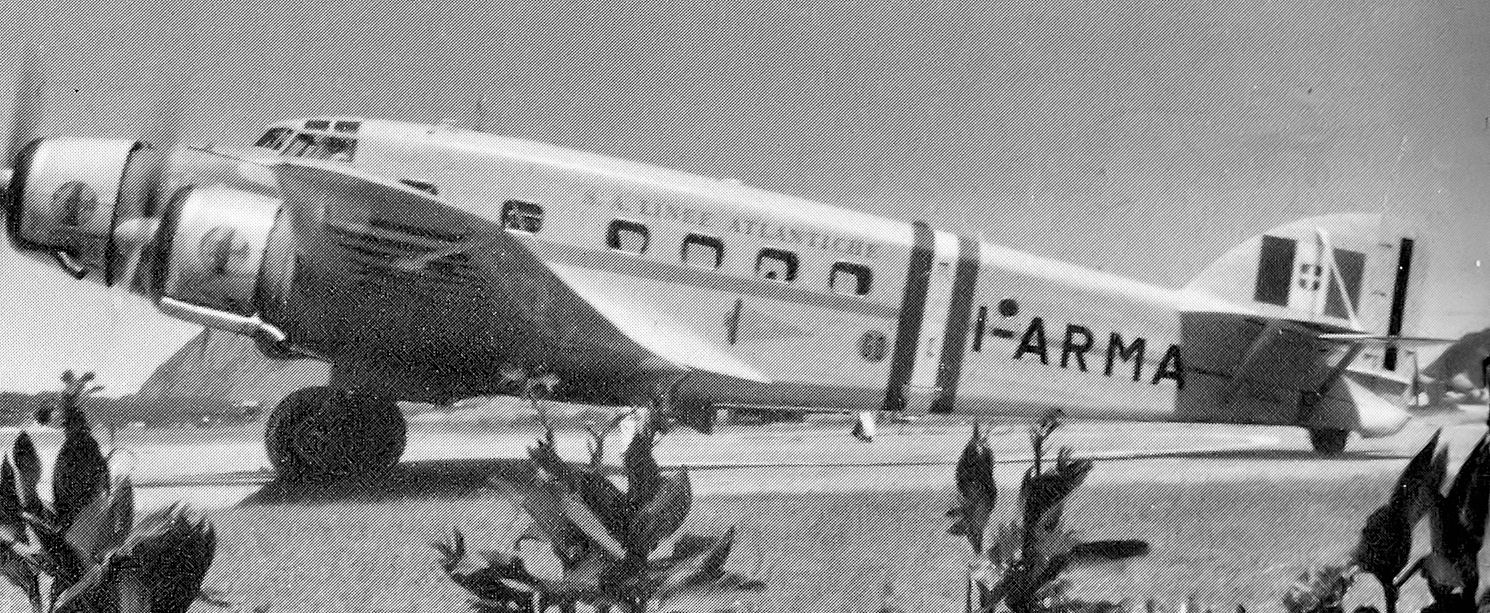
1942年，一架意大利Savoia-Marchetti SM.81（英语：Savoia-Marchetti SM.81）三引擎客机停在霍华德机场（英语：Howard Air Force Base）。这架飞机是美国从意大利－拉丁美洲航空公司购买的，却在智利被当地政府官员扣押，后由于中美洲的运输工具短缺，被捐赠给了美军
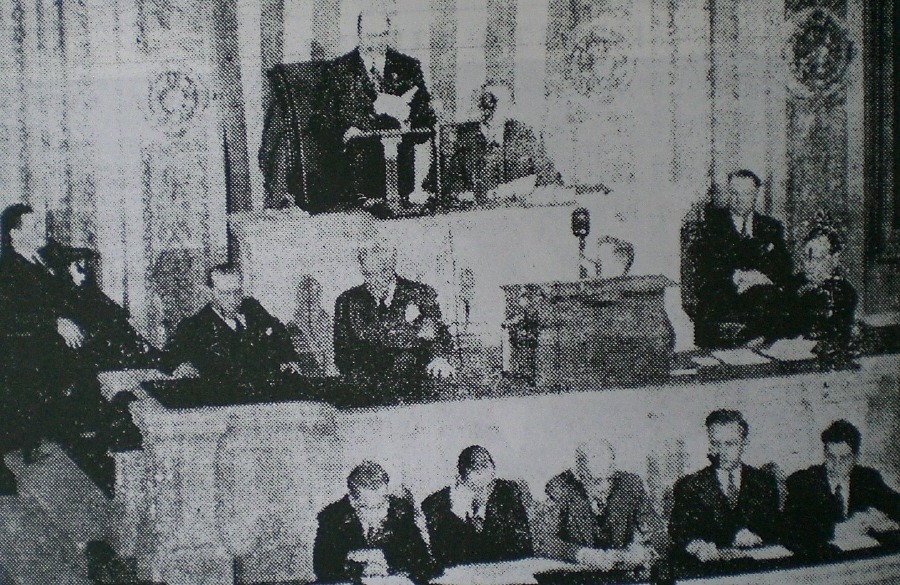
委内瑞拉总统艾薩斯·麥地那·安加里塔（西班牙语：Isaías Medina Angarita）在1944年对美国进行正式国事访问期间向国会致辞
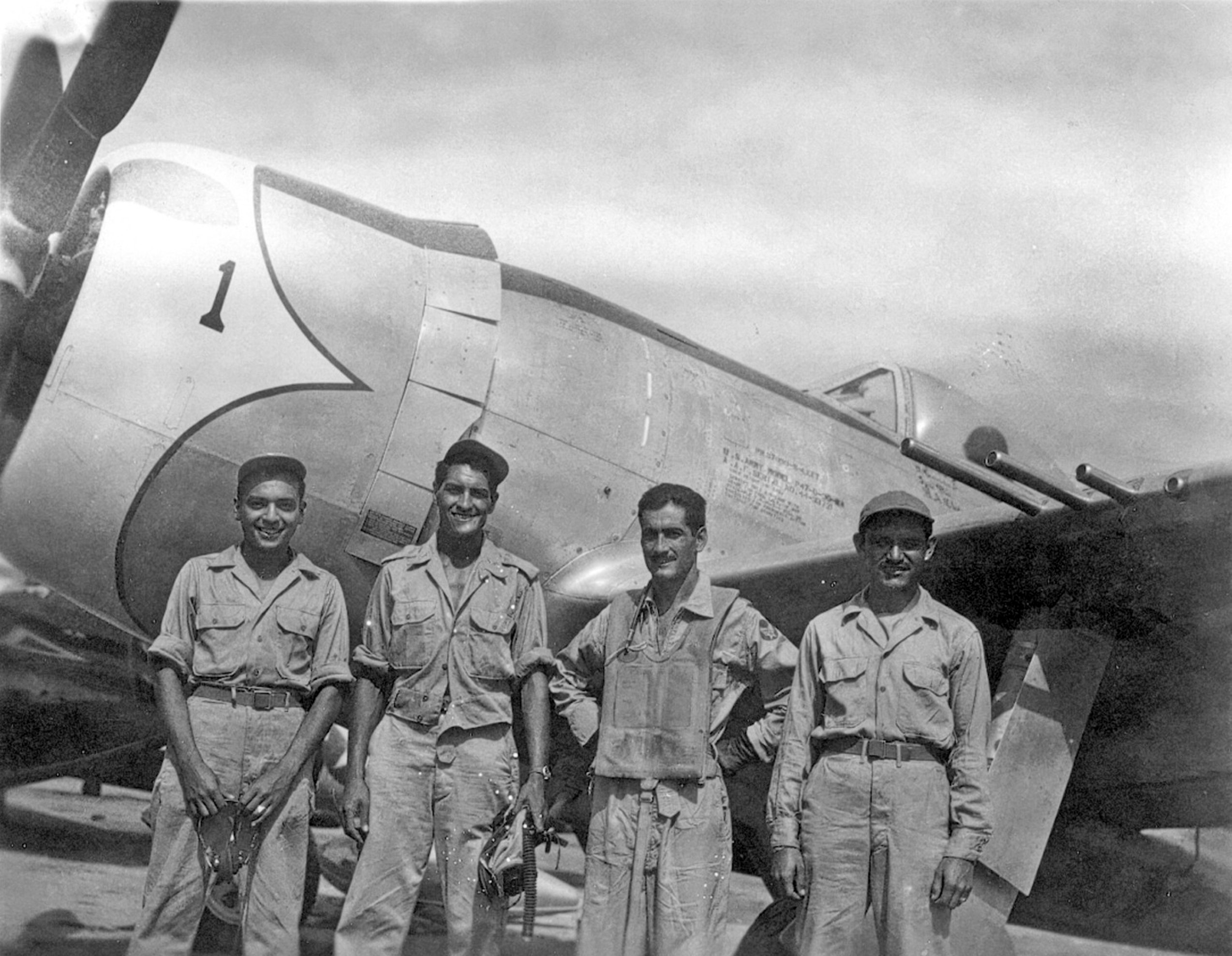
1945年，墨西哥第201战斗机中队（西班牙语：Escuadrón 201）飞行员和一架P-47战斗机在菲律宾战役期间
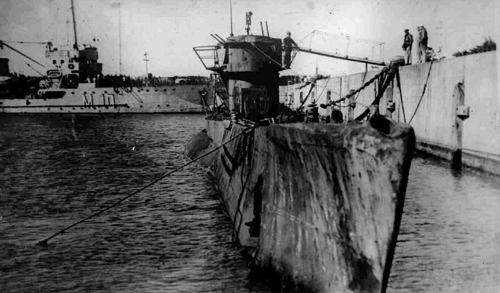
1945年8月，德国U-977号（英语：German submarine U-977）潜艇向阿根廷海军投降后停泊在马德普拉塔

## 扩展阅读
- Dear, Ian C. B. and Michael Foot, eds. The Oxford Companion to World War II (2005), comprehensive encyclopedia for all countries
- Eccles, Karen E. and Debbie McCollin, eds. World War II and the Caribbean (2017) excerpt （页面存档备份，存于）
- Lee,  Loyd, ed. World War II in Europe, Africa, and the Americas, with General Sources: A Handbook of Literature and Research (1997) excerpt and text search （页面存档备份，存于）
- Jackson, Ashley. The British Empire and the Second World War (Continuum, 2006). pp 77–95 on Caribbean colonies
- Leonard, Thomas M.; John F. Bratzel Latin America during World War II (Rowman & Littlefield, 2007).  ISBN 0742537412.
- McConahay, Mary Jo. The Tango War: The Struggle for the Hearts, Minds and Riches of Latin America During World War II (2018) excerpt （页面存档备份，存于）
- Eccles, Karen E. and Debbie McCollin, eds. World War II and the Caribbean (2017) excerpt （页面存档备份，存于）
- Toynbee, Arnold J; Survey of International Affairs (Oxford University Press 1941)
- Frank, Gary. Struggle for hegemony in South America: Argentina, Brazil, and the United States during the Second World War (Routledge, 2021).